# 貴布祢神社神楽
貴布祢神社神楽（きぶねじんじゃかぐら、正字体：貴布禰神社神楽、貴布祢神楽、井上神楽とも呼ばれる。）は、埼玉県秩父市下吉田（旧吉田町）の貴布禰神社で奉納されている里神楽。埼玉県指定無形民俗文化財に指定されてからは貴布祢神社神楽保存会が保持団体となっている。
1967年3月28日に埼玉県無形文化財に指定され、文化財保護法の一部改正により指定替えとなり、改めて1977年（昭和52年）に埼玉県無形民俗文化財に指定されている。「井上神楽」とも呼ばれる。毎年4月3日と10月第1日曜日（神社の秋祭り）に公開されている。

## 歴史
里神楽が庶民の娯楽となる江戸時代後期に井上耕地に鎮座する貴布禰神社に奉納するためにはじめられた神楽である。文化元年（1804年）頃、神官の宮川和泉らが江戸で修得して持ち帰ったという言い伝えがある。文化13年（1816年）の裁許状が現存する。『新編武蔵風土記稿』の下吉田村の記述には「貴船社 祭神高龗神 三月廿八日太太神楽ヲ奏ル 例祭六月廿七日廿八日神職宮川上總」とあり、1830年に『新編武蔵風土紀稿』が完成したことを鑑みるとこれより前に既に貴布祢神楽が奉納されていたことがわかる。

## 内容
江戸系統の岩戸神楽である。1神で1座の36座形式。ただし、現状演じられるのはそのうち33座である。「塗り壁」という演目は復活に向けて現在調査中となっている。
基本的に奉納する神社のご祭神に所縁のある舞を主軸として舞うが、共通しているのは以下の三演目である。最初の演目は、本日奉納する舞の紹介を含めて神代太々御神楽祝詞を天児屋根命が行う「祝詞」から始まる。その次に、神楽殿の座を清めるためにワカヒルメによる「神子の舞」が行われる。最後を締めくくるのは収穫の神である鬼神が行う餅播きである。演目は「鬼神の舞」といい餅播きを行う。
共通する舞は上記の通りだが、それ以降に関しては、奉納する神社に合わせて「天狐」「岩戸開き」「種蒔き」「猿田彦の舞」「ユギシ」「翁の舞」「大蛇攻め」といった社にゆかりのある演目が行われる。
貴布祢神社神楽は、他の御神楽と比べて、四方にある柱に神が宿ると考え、四方に向かい挨拶に回るなど神事性が強いことが特徴である。舞の中では「翁の舞」「猿田彦の舞」が特に評価される。
楽は大太鼓・小太鼓・鞨鼓・笛を使用する。「三つ拍子」「サガリハ」「岡崎」「本間」「速御神楽」など9曲を奏でる。

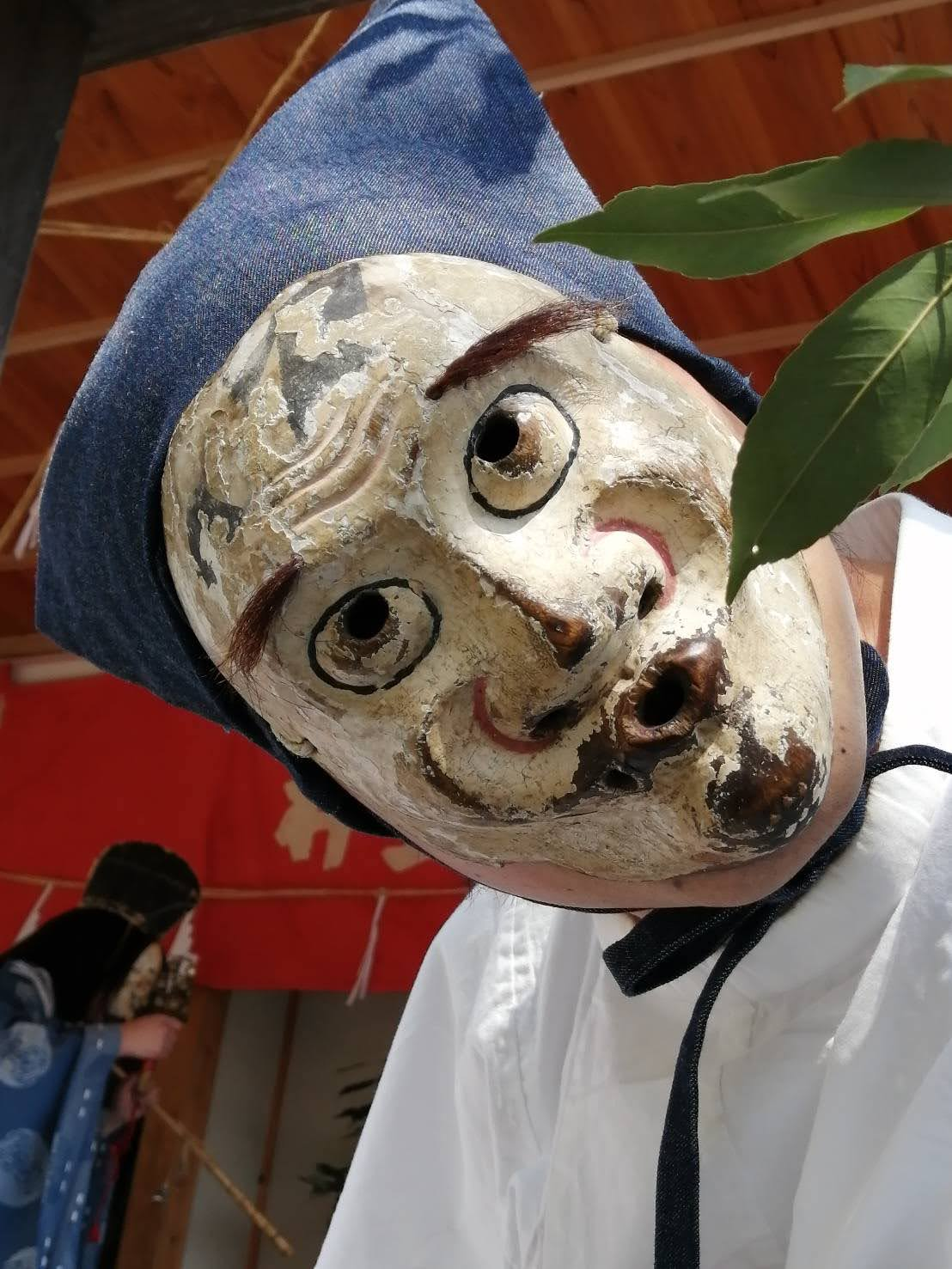
File:貴布禰神社貴布祢神社神楽もどき.jpg

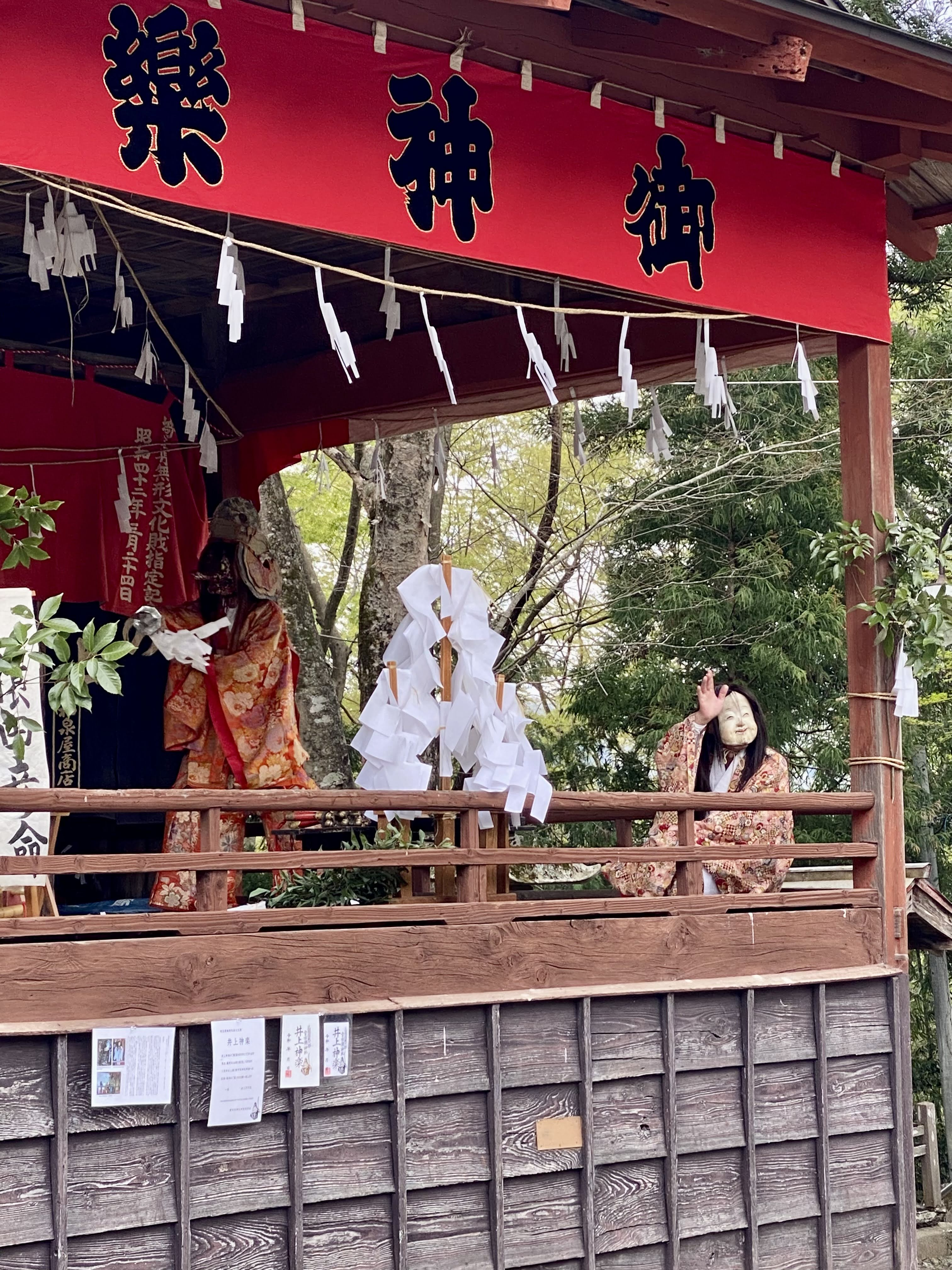
File:貴布禰神社貴布祢神社神楽猿田彦.jpg

## 公開日
- 4月
  - 3日 -  貴布禰神社
  - 5日 -  椋神社
  - 第二日曜日 - 古屋敷稲荷神社
- 10月
  - 第一日曜日 - 貴布禰神社
  - 第二日曜日 - 椋神社
- 11月12日 - 古峯神社

## 関連資料
- 『貴布祢神社神楽 埼玉県指定無形民俗文化財 : 埼玉県秩父市下吉田井上耕地』秩父市教育委員会、2010年（DVD）
- 「下吉田村 貴船社」『新編武蔵風土記稿』 巻ノ261秩父郡ノ15、内務省地理局、1884年6月。NDLJP:764014/52。
- 『貴布祢神社神楽 埼玉県指定無形民俗文化財 : 埼玉県秩父市下吉田井上耕地』秩父市教育委員会、2010年（パンフレット）
- 『吉田町ふるさとシリーズ1　貴布祢神楽』吉田町教育委員会、1990年